# Тур Країни Басків
Тур Країни Басків (ісп. Vuelta Ciclista al País Vasco; баск. Euskal Herriko Itzulia) — професійна багатоденна чоловіча шосейна велогонка, що проходить щороку у квітні на шляхах Країни Басків у рамках елітної серії велогонок Світового туру UCI.

## Історія
Перше змагання Туру Країни Басків відбулося у 1924 році. Тоді переможцем став француз Франсіс Пеліссьє. У 1925 році Ернест Хемінгуей згадав велогонку у своєму романі «І сонце сходить». Велогонка проходила щороку до 1930 року. З 1930 по 1934 року змагання не проводились через фінансові труднощі. У 1935 році перегони відновились. Цього року переміг італієць Джино Барталі. Проте наступного 1936 року в Іспанії почалась громадянська війна і Тур Країни Басків скасували.
У 1952 році Клуб велоспорту Ейбара організував 3-денну велогонку «Gran Premio de la Bicicleta Eibarresa», присвячену своєму 25-річчю. Змагання стали щорічними. Першим переможцем став француз Луї Капут. У 1969 році змагання пройшли під назвою «IX Тур Країни Басків — XVIII Велогонка Ейбара» (IX Vuelta al País Vasco — XVIII Bicicleta Eibarresa). Таким чином об'єдналися два змагання: відновлений Тур Країни Басків та регіональна велогонка Ейбара. Клуб велоспорту Ейбара відмовився від прав на змагання в 1973 році.
Першим переможцем відновленого туру в 1969 році став француз Жак Анкетіль. Найуспішнішими гонщиками в історії туру є два іспанці: Хосе Антоніо Гонсалес, який виграв перегони чотири рази в 1972, 1975, 1977 та 1978 роках, та Альберто Контадор, який також вигравав перегони чотири рази у 2008, 2009, 2014 і 2016 роках.
В середині 1980-х в багатоденці 3 рази перемагав ірландець Шон Келлі, на початку 1990-х його успіх повторив Тоні Ромінгер. Причому швейцарець — єдиний, хто вигравав тричі поспіль.
Переможець традиційно виходить на п'єдестал одягнений у баскський берет.

## Переможці
| Номер     | Рік            | Переможець                    | Друга позиція                 | Третя позиція       |
| --------- | -------------- | ----------------------------- | ----------------------------- | ------------------- |
| I         | 1924           | Франсіс Пеліссьє              | Енрі Пеліссьє                 | Charles Lacquehay   |
| II        | 1925           | Август Вердік                 | Жозеф Пе                      | Марсель Бідо        |
| III       | 1926           | Ніколас Франц                 | Оттавіо Боттечія              | Віктор Фонтан       |
| IV        | 1927           | Віктор Фонтан                 | Андре Ледюк                   | Люсьєн Буйс         |
| V         | 1928           | Моріс Девай                   | Андре Ледюк                   | Маріано Каньярдо    |
| VI        | 1929           | Моріс Девай                   | Марсель Бідо                  | Ніколас Франц       |
| VII       | 1930           | Маріано Каньярдо              | Антонін Магне                 | Жан Ертс            |
| 1931-1934 | Не проводилась | Не проводилась                | Не проводилась                | Не проводилась      |
| VIII      | 1935           | Джино Барталі                 | Данте Гіанелло                | Хуліан Беррендеро   |
| 1936-1969 | Не проводилась | Не проводилась                | Не проводилась                | Не проводилась      |
| IX        | 1969           | Жак Анкетіль                  | Франсіско Габіка              | Маріано Діас Діас   |
| X         | 1970           | Луїс Педро Сантамаріна        | Хесус Арансабаль              | Андрес Гандаріас    |
| XI        | 1971           | Луїс Оканья                   | Раймон Пулідор                | Мігель Марія Ласа   |
| XII       | 1972           | Хосе Антоніо Гонсалес Лінарес | Хесус Мансанек                | Хесус Есперанса     |
| XIII      | 1973           | Луїс Оканья                   | Хосе Антоніо Гонсалес Лінарес | Домінго Перурена    |
| XIV       | 1974           | Мігель Марія Ласа             | Луїс Оканья                   | Хесус Мансанек      |
| XV        | 1975           | Хосе Антоніо Гонсалес Лінарес | Хесус Мансанек                | Агустін Тамамес     |
| XVI       | 1976           | Джанбаттіста Барончеллі       | Хав'єр Елорріага              | Жоакім Агостіньо    |
| XVII      | 1977           | Хосе Антоніо Гонсалес Лінарес | Поль Велленс                  | Жан-П'єр Берт       |
| XVIII     | 1978           | Хосе Антоніо Гонсалес Лінарес | Хосе Енріке Сіма              | Хосе Насабаль       |
| XIX       | 1979           | Джованні Баттальїн            | Вісенте Белда                 | Мігель Марія Ласа   |
| XX        | 1980           | Альберто Фернандес Бланко     | Мігель Марія Ласа             | Маріно Лехаррета    |
| XXI       | 1981           | Сільвано Контіні              | Маріо Беччія                  | Маріно Лехаррета    |
| XXII      | 1982           | Хосе Луїс Лагія               | Хуліан Гороспе                | Франческо Мозер     |
| XXIII     | 1983           | Хуліан Гороспе                | Роберто Вісентіні             | Маріно Лехаррета    |
| XXIV      | 1984           | Шон Келлі                     | Фаустіно Руперес              | Маріно Лехаррета    |
| XXV       | 1985           | Пейо Руїс Кабестані           | Грег Лемонд                   | Маріно Лехаррета    |
| XXVI      | 1986           | Шон Келлі                     | Мавріціо Россі                | Федеріко Етсабе     |
| XXVII     | 1987           | Шон Келлі                     | Рольф Гольц                   | Хуліан Гороспе      |
| XXVIII    | 1988           | Ерік Бройкінк                 | Люк Суйкербуйк                | Хуліан Гороспе      |
| XXIX      | 1989           | Стівен Рош                    | Федеріко Етсабе               | Хесус Бланко Віллар |
| XXX       | 1990           | Хуліан Гороспе                | Рольф Гольц                   | Мігель Індурайн     |
| XXXI      | 1991           | Клавдіо К'япуччі              | Йоган Бруйнеель               | Петро Угрюмов       |
| XXXII     | 1992           | Тоні Ромінгер                 | Рауль Алькала                 | Мікель Саррабейтія  |
| XXXIII    | 1993           | Тоні Ромінгер                 | Рольф Соренсен                | Алекс Цюллє         |
| XXXIV     | 1994           | Тоні Ромінгер                 | Євген Берзін                  | Клавдіо К'япуччі    |
| XXXV      | 1995           | Алекс Цюллє                   | Лоран Жалабер                 | Тоні Ромінгер       |
| XXXVI     | 1996           | Франческо Касагранде          | Паскаль Жерве                 | Абраам Олано        |
| XXXVII    | 1997           | Алекс Цюллє                   | Лоран Жалабер                 | Марко Пантані       |
| XXXVIII   | 1998           | Іньїго Квеста                 | Лоран Жалабер                 | Алекс Цюллє         |
| XXXIX     | 1999           | Лоран Жалабер                 | Владимір Беллі                | Давід Ребеллін      |
| XL        | 2000           | Андреас Клоден                | Даніло Ді Лука                | Лоран Жалабер       |
| XLI       | 2001           | Раймондас Румсас              | Хосе Альберто Мартінес        | Маркос Серрано      |
| XLII      | 2002           | Айтор Оса                     | Давід Етсебаррія              | Гонсало Баяррі      |
| XLIII     | 2003           | Ібан Майо                     | Тайлер Гамільтон              | Самуель Манчес      |
| XLIV      | 2004           | Денис Меньшов                 | Ібан Майо                     | Давід Етсебаррія    |
| XLV       | 2005           | Даніло Ді Лука                | Давід Ребеллін                | Альберто Контадор   |
| XLVI      | 2006           | Хосе Анхель Гомес Марчанте    | Алехандро Вальверде           | Антоніо Колом       |
| XLVII     | 2007           | Хуан Хосе Кобо                | Анхель Вісіосо                | Самуель Манчес      |
| XLVIII    | 2008           | Альберто Контадор             | Кейдел Еванс                  | Томас Деккер        |
| XLIX      | 2009           | Альберто Контадор             | Антоніо Колом                 | Самуель Манчес      |
| L         | 2010           | Кріс Горнер                   | Беньят Інтсаусті              | Хоакім Родрігес     |
| LI        | 2011           | Андреас Клоден                | Кріс Горнер                   | Роберт Гесінк       |
| LII       | 2012           | Самуель Манчес                | Хоакім Родрігес               | Бауке Моллема       |
| LIII      | 2013           | Наїро Кінтана                 | Річі Порте                    | Серхіо Енао         |
| LIV       | 2014           | Альберто Контадор             | Міхал Квятковський            | Жан-Крістоф Перо    |
| LV        | 2015           | Хоакім Родрігес               | Серхіо Енао                   | Йон Ісахірре        |
| LVI       | 2016           | Альберто Контадор             | Серхіо Енао                   | Наїро Кінтана       |
| LVII      | 2017           | Алехандро Вальверде           | Альберто Контадор             | Йон Ісахірре        |

## Palmarés por países
| País       | Victorias |
| ---------- | --------- |
| Іспанія    | 26        |
| Італія     | 7         |
| Швейцарія  | 5         |
| Франція    | 4         |
| Ірландія   | 4         |
| Бельгія    | 3         |
| Німеччина  | 2         |
| Колумбія   | 1         |
| США        | 1         |
| Литва      | 1         |
| Люксембург | 1         |
| Нідерланди | 1         |
| Росія      | 1         |